# Tonžská paʻanga
Tonžská paʻanga je zákonným platidlem polynéského ostrovního státu Tonga. Její ISO 4217 kód je TOP. Do oběhu se dostala v roce 1967.

## Historie
Tonga byla v minulosti britskou kolonií a na jejím území se používal britský monetární systém  (1 libra = 20 šilinků = 240 pencí). Od roku 1921 začala vydávat Tonga vlastní bankovky libry. Tonžská libra měla paritní hodnotu s britskou librou do roku 1936, od tohoto roku byla pevně navázána na australskou libru taktéž v paritním poměru 1:1. Když Austrálie zavedla australský dolar, který vycházel z tamější libry v poměru 2 dolary = 1 libra, i Tonga zavedla v roce 1967 svou měnu, která nahradila tonžskou libru v poměru 2 paʻanga = 1 libra. Paʻanga byla až do roku 1991 pevně navázána na australský dolar v paritním poměru. Od roku 1991 je navázána na měnový koš, ve kterém jsou zastoupeny australský, novozélandský, americký dolar.

## Mince a bankovky
- Původní mince v oběhu měly hodnoty 1, 2, 5, 10, 20 a 50 seniti a 1 paʻanga. Od roku 2015 je v oběhu současná rodina mincí o hodnotách 5, 10, 20, 50 seniti a 1 paʻanga.[3]

- V roce 1967 při zavedení místní měny byly do oběhu uvedeny bankovky o nominálních hodnotách ½, 1, 2, 5 a 10 paʻanga. Na aversní straně těchto bankovek byla podobizna bývalé tonžské královny Salote Tupou III. Roku 1974 se do oběhu dostaly nové bankovky o stejných nominálních hodnotách, ale již s podobiznou tehdejšího krále Taufa'ahau Tupou V. Bankovka ½ paʻanga se používala do roku 1983, v roce 1986 byla nově zavedena bankovka 20 paʻanga a v roce 1988 50 paʻanga, první bankovka 100 paʻanga pochází z roku 2008.

V roce 2015 byla uvedená nová série bankovek. Současné bankovky mají hodnotu 2, 5, 10, 20, 50 a 100 paʻanga.